# Al Casey (jazzový kytarista)
Al Casey (15. září 1915 Louisville – 11. září 2005 New York) byl americký swingový kytarista. Vyrůstal v New Yorku, kde navštěvoval DeWitt Clinton High School. Počátkem třicátých let se stal členem kapely klavíristy Fatse Wallera a spolupracoval s ním až do jeho smrti v roce 1943. Roku 1944 krátce pracoval s trumpetistou Louisem Armstrongem a v tom roce rovněž hrál s klavíristou Clarencem Profitem. Během své kariéry vydal i několik vlastních nahrávek a spolupracoval s dalšími hudebníky, mezi které patří Frankie Newton, Billie Holiday nebo Teddy Wilson. Zemřel několik dní před svými devadesátými narozeninami na rakovinu tlustého střeva.